# Грањаљоне
Грањаљоне (итал. Granaglione) је насеље у Италији у округу Болоња, региону Емилија-Ромања.
Према процени из 2011. у насељу је живело 100 становника. Насеље се налази на надморској висини од 784 м.

## Становништво
| 1951. | 1961. | 1971. | 1981. | 1991. | 2001. | 2011. |
| ----- | ----- | ----- | ----- | ----- | ----- | ----- |
| 3.815 | 2.856 | 2.130 | 2.138 | 2.063 | 2.116 | 2.232 |